# Courtenay Foote
Courtenay Foote (Harrogate, 22 novembre 1879 – 4 maggio 1925) è stato un attore inglese di teatro che lavorò nel cinema muto nei primi anni del Novecento.
Protagonista di numerose pellicole, ebbe come partner anche Lina Cavalieri in uno dei pochissimi film interpretati dalla celebre cantante.

## Morte
Morì il 4 maggio 1925 in Italia, all'età di 46 anni.

## Filmografia
- So Near, Yet So Far, regia di D.W. Griffith - cortometraggio (1912)
- Mrs. Lirriper's Lodgers, regia di Van Dyke Brooke - cortometraggio (1912)
- Captain Barnacle, Reformer, regia di Van Dyke Brooke - cortometraggio (1912)
- Susie to Susanne - cortometraggio (1912)
- Mrs. Lirriper's Legacy, regia di Van Dyke Brooke - cortometraggio (1912)
- While She Powdered Her Nose, regia di Laurence Trimble - cortometraggio (1912)
- The Reincarnation of Karma, regia di Van Dyke Brooke - cortometraggio (1912)
- A Woman, regia di Charles Kent - cortometraggio (1912)
- The Interrupted Honeymoon, regia di James Young - cortometraggio (1913)
- Just Show People, regia di Van Dyke Brooke - cortometraggio (1913)
- Tim Grogan's Foundling, regia di Van Dyke Brooke - cortometraggio (1913)
- Under the Make-Up, regia di Laurence Trimble - cortometraggio (1913)
- He Waited, regia di Frederick A. Thomson - cortometraggio (1913)
- Sisters All, regia di Larry Trimble - cortometraggio (1913)
- The Wonderful Statue, regia di Frederick A. Thomson - cortometraggio (1913)
- The Web, regia di Ralph Ince - cortometraggio (1913)
- The Stronger Sex, regia di Wilfrid North - cortometraggio (1913)
- A Fighting Chance, regia di Ralph Ince - cortometraggio (1913)
- A Window on Washington Park, regia di Laurence Trimble - cortometraggio (1913)
- Mr. Horatio Sparkins, regia di Van Dyke Brooke - cortometraggio (1913)
- Counsellor Bobby, regia di Laurence Trimble - cortometraggio (1913)
- Up and Down the Ladder, regia di Laurence Trimble - cortometraggio (1913)
- Cutey Plays Detective, regia di Laurence Trimble - cortometraggio (1913)
- The Diamond Mystery, regia di Charles Kent - cortometraggio (1913)
- The Master Painter, regia di L. Rogers Lytton - cortometraggio (1913)
- When Society Calls, regia di Wilfrid North - cortometraggio (1913)
- Father and Son: or, The Curse of the Golden Land, regia di Frederick A. Thomson - cortometraggio (1913)
- Pumps, regia di Laurence Trimble - cortometraggio (1913)
- The Fruits of Vengeance, regia di Frederick A. Thomson - cortometraggio (1913)
- Daniel, regia di Frederick A. Thomson - cortometraggio (1913)
- The Whimsical Threads of Destiny, regia di Frederick A. Thomson - cortometraggio (1913)
- The Stiletto, regia di Arthur Mackley - cortometraggio (1914)
- The Return of Cal Clauson, regia di Arthur Mackley - cortometraggio (1914)
- The Quicksands, regia di W. Christy Cabanne - cortometraggio (1914)
- Amore di madre o Home, Sweet Home, regia di D.W. Griffith (1914)
- Golden Dross - cortometraggio (1914)
- The Song of the Shore - cortometraggio (1914)
- The Rose Bush of Memories, regia di Edward Morrissey - cortometraggio (1914)
- The Stolen Code - cortometraggio (1914)
- The Pursuit of the Phantom, regia di Hobart Bosworth (1914)
- False Colors, regia di Phillips Smalley - cortometraggio (1914)
- Hypocrites, regia di Lois Weber (1915)
- Buckshot John, regia di Hobart Bosworth (1915)
- The Caprices of Kitty, regia di Phillips Smalley (1915)
- Captain Courtesy , regia di Phillips Smalley, Lois Weber (1915)
- Up from the Depths
- Cross Currents, regia di Francis Grandin (Francis J. Grandon) (1915)
- An International Marriage, regia di Frank Lloyd (1916)
- Love's Conquest, regia di Edward José (1918)
- Love's Law, regia di Francis J. Grandon (1918)
- His Parisian Wife, regia di Émile Chautard (1919)
- The Two Brides, regia di Edward José (1919)
- The Star Rover, regia di Edward Sloman (1920)
- Passion Flower, regia di Herbert Brenon (1921)
- Il codardo (The Bronze Bell), regia di James W. Horne (1921)
- L'incantesimo del piacere (Fascination), regia di Robert Z. Leonard (1922)
- Little Old New York, regia di Sidney Olcott (1923)
- Ashes of Vengeance, regia di Frank Lloyd (1923)
- Dorothy Vernon of Haddon Hall, regia di Marshall Neilan (1924)
- Tess of the D'Urbervilles, regia di Marshall Neilan (1924)
- Madonna of the Streets, regia di Edwin Carewe (1924)